# جانگچونگ آرنا
ورزشگاه جانگچونگ یک سالن سرپوشیده است که در منطقه جونگ، سئول، کره جنوبی واقع شده‌است. تیم‌های والیبال جی اس کالتکس سئول KIXX و Seoul Woori Card WooriWON در آن مستقر هستند.

## تاریخچه

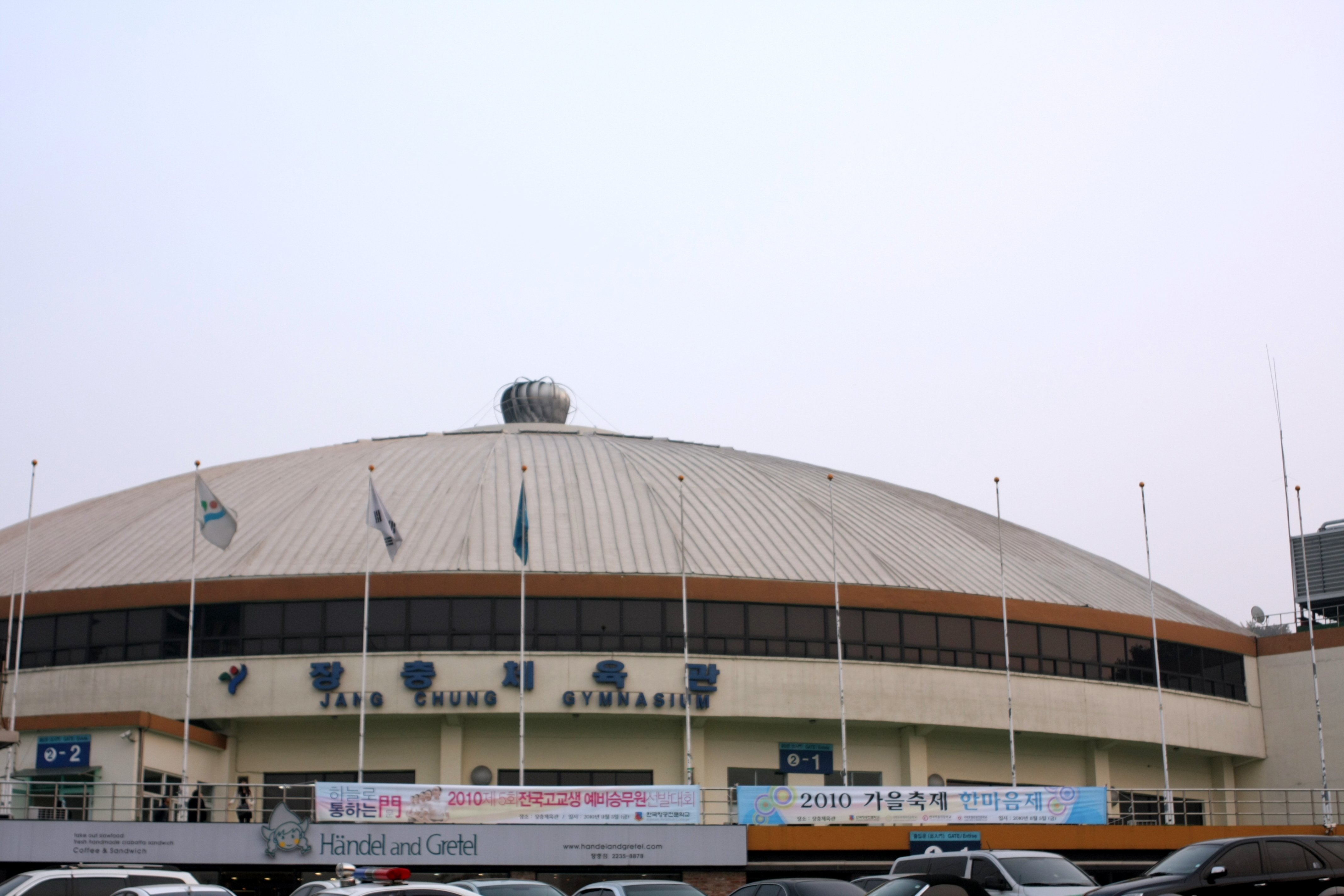
مجموع جانگچونگ قبل از بازسازی

این ورزشگاه در ابتدا یک سالن ورزشی متعلق به ارتش کره بود که در ۲۳ ژوئن ۱۹۵۵ ساخته شد. بعداً به‌طور کامل بازسازی شد و در ۱ فوریه ۱۹۶۳ افتتاح شد. در سال ۱۹۶۶، سالن میزبان مسابقه بوکس بین کیم کی سو و نینو بنونوتی بود که در آن کیم برنده شد. این اولین قهرمانی فردی از کره جنوبی در مسابقات جهانی بوکس بود. در دهه ۱۹۷۰، ورزشگاه میزبان انتخابات ریاست جمهوری و مراسم تحلیف پارک چونگ هی و چوی کیو هاه بود. این ورزشگاه همچنین میزبان مسابقات جودو و تکواندو در بازی‌های المپیک تابستانی ۱۹۸۸ بوده‌است. پس از بازسازی ورزشگاه در سال‌های ۲۰۱۲ تا۲۰۱۴ ظرفیت صندلی‌های این سالن به۴۵۰۷ عدد رسید.

## دسترسی وحمل و نقل

### مترو
این ورزشگاه از مترو متروپولیتن سئول قابل دسترسی است. نزدیکترین ایستگاه به استادیوم، خروجی ۵ دانشگاه دونگوک، در خط ۳، واقع در ۱۸۰ متری استادیوم است.

### اتوبوس
خطوط اتوبوس با ایستگاه نزدیک به ورزشگاه جانگچونگ:
- ۶۲۱۱ - ایستگاه Sinweol-Dong/Sangwangshimni
- 144 - Ui-Dong/دانشگاه ملی آموزش سئول

## لیگ جهانی والیبال
این ورزشگاه یکی از سالن‌های برگزاری مسابقات لیگ جهانی والیبال در سال‌های ۲۰۱۶ و ۲۰۱۷ بود که توانست مسابقات زیر را برگزار کند:

### لیگ جهانی والیبال ۲۰۱۶
| تاریخ | ساعت  |           | امتیاز |      | ست ۱  | ست ۲  | ست ۳  | ست ۴  | ست ۵  | مجموع   | گزارش |
| ----- | ----- | --------- | ------ | ---- | ----- | ----- | ----- | ----- | ----- | ------- | ----- |
| ۱ Jul | ۱۶:۰۳ | کرهٔ جنوبی | ۳–۰    | چک   | ۲۵–۱۸ | ۲۵–۲۱ | ۲۵–۲۰ |       |       | ۷۵–۵۹   | P2 P3 |
| ۱ Jul | ۱۸:۳۱ | مصر       | ۱–۳    | هلند | ۱۹–۲۵ | ۲۵–۲۱ | ۱۸–۲۵ | ۱۶–۲۵ |       | ۷۸–۹۶   | P2 P3 |
| ۲ Jul | ۱۴:۰۲ | کرهٔ جنوبی | ۳–۲    | مصر  | ۲۶–۲۴ | ۲۵–۲۰ | ۲۳–۲۵ | ۲۸–۳۰ | ۱۵–۱۳ | ۱۱۷–۱۱۲ | P2 P3 |
| ۲ Jul | ۱۷:۲۰ | چک        | ۱–۳    | هلند | ۲۰–۲۵ | ۲۶–۲۴ | ۲۳–۲۵ | ۱۶–۲۵ |       | ۸۵–۹۹   | P2 P3 |
| ۳ Jul | ۱۴:۰۰ | کرهٔ جنوبی | ۳–۲    | هلند | ۲۵–۱۶ | ۲۲–۲۵ | ۲۱–۲۵ | ۲۵–۲۱ | ۱۸–۱۶ | ۱۱۱–۱۰۳ | P2 P3 |
| ۳ Jul | ۱۷:۰۱ | چک        | ۳–۰    | مصر  | ۲۵–۱۹ | ۳۲–۳۰ | ۲۵–۲۳ |       |       | ۸۲–۷۲   | P2 P3 |

### لیگ جهانی والیبال ۲۰۱۷
| تاریخ | ساعت  |           | امتیاز |         | ست ۱  | ست ۲  | ست ۳  | ست ۴  | ست ۵  | مجموع   | گزارش |
| ----- | ----- | --------- | ------ | ------- | ----- | ----- | ----- | ----- | ----- | ------- | ----- |
| ۲ Jun | ۱۶:۰۰ | فنلاند    | ۱–۳    | اسلوونی | ۲۲–۲۵ | ۱۵–۲۵ | ۲۵–۲۲ | ۲۳–۲۵ |       | ۸۵–۹۷   | P2 P3 |
| ۲ Jun | ۱۹:۰۰ | کرهٔ جنوبی | ۳–۲    | چک      | ۲۵–۱۷ | ۲۳–۲۵ | ۲۴–۲۶ | ۲۵–۱۹ | ۱۵–۱۲ | ۱۱۲–۹۹  | P2 P3 |
| ۳ Jun | ۱۳:۰۰ | کرهٔ جنوبی | ۱–۳    | اسلوونی | ۲۳–۲۵ | ۲۵–۲۳ | ۱۴–۲۵ | ۲۳–۲۵ |       | ۸۵–۹۸   | P2 P3 |
| ۳ Jun | ۱۵:۳۰ | چک        | ۳–۱    | فنلاند  | ۱۶–۲۵ | ۲۵–۲۳ | ۲۵–۲۲ | ۲۵–۱۶ |       | ۹۱–۸۶   | P2 P3 |
| ۴ Jun | ۱۲:۰۰ | اسلوونی   | ۳–۱    | چک      | ۲۵–۱۹ | ۲۵–۲۱ | ۲۳–۲۵ | ۲۵–۱۶ |       | ۹۸–۸۱   | P2 P3 |
| ۴ Jun | ۱۴:۴۰ | کرهٔ جنوبی | ۳–۲    | فنلاند  | ۲۴–۲۶ | ۲۵–۲۱ | ۲۵–۲۳ | ۲۲–۲۵ | ۱۵–۱۳ | ۱۱۱–۱۰۸ | P2 P3 |